# 吉村和真
吉村和真（よしむら かずま、1971年 - ）は、日本の漫画研究者。京都精華大学副学長・マンガ学部教授。日本マンガ学会理事・事務局員。京都国際マンガミュージアム研究員・研究センター長。専攻は思想史・漫画研究。

## 経歴
1971年、福岡県生まれ。
福岡県立嘉穂高等学校卒業、熊本大学大学院修士課程修了、立命館大学大学院文学研究科博士課程後期課程単位取得退学。日本学術振興会特別研究員を経て、現職。
研究者として著作・論文を多数執筆するかたわら、2001年の日本マンガ学会設立や、2006年の京都国際マンガミュージアムの設立に尽力し、また大学などにおける漫画関連の企画展の企画や運営に携わるなど、マンガ研究の中心人物の一人として知られる。

## 著書

### 共著
- （田中聡・表智之）『差別と向き合うマンガたち』（臨川書店, 2007年）
- （こうの史代・竹宮惠子）『マンガノミカタ』（樹村房, 2021年10月）

### 編著
- 『マンガの教科書――マンガの歴史がわかる60話』（臨川書店, 2008年）

### 共編著
- （福間良明）『「はだしのゲン」がいた風景――マンガ・戦争・記憶』（梓出版社, 2006年）
- 『複数の「ヒロシマ」 記憶の戦後史とメディアの力学』福間良明,山口誠共編著　青弓社　2012